# Synaphaeta guexi
Synaphaeta guexi – gatunek chrząszcza z rodziny kózkowatych i podrodziny zgrzypikowych. Jedyny przedstawiciel rodzaju Synaphaeta.

## Zasięg występowania
Gatunek ten występuje w zachodniej części Ameryki Północnej; od Kolumbii Brytyjskiej na północy po południową Kalifornię.